# Salome Melia
Salome Melia (en georgià: სალომე მელია; Batumi, 14 d'abril de 1987) és una jugadora d'escacs georgiana, que té el títol de Gran Mestre Femení des de 2005, i el de Mestre Internacional des de 2008.
A la llista d'Elo de la FIDE del desembre de 2021, hi tenia un Elo de 2368 punts, cosa que en feia la jugadora número 33 (en actiu) de Geòrgia, i la número 92 del rànquing mundial femení. El seu màxim Elo va ser de 2475 punts, a la llista d'agost de 2014 (posició 28 al rànquing mundial femení).

## Resultats destacats en competició
El 2001 es proclamà campiona del món femenina Sub-14, a Orpesa.
Melia ha estat dos cops campiona d'Europa femenina Sub-18, els anys 2004 i 2005.
Va guanyar el Campionat de Geòrgia femení dos cops, els anys 2008 (compartit amb Nana Dzagnidze) i 2010.
El 2006 guanyà la secció femenina del Torneig d'escacs Acropolis, per davant d'Elina Danielian.
Ha estat subcampiona d'Europa el 2013, a Belgrad (la campiona fou Hoang Thanh Trang) i quedà en tercera posició al mateix torneig en l'edició de 2014 a Plòvdiv (la campiona fou Valentina Gúnina).
L'abril de 2015, va contribuir a que Geòrgia guanyés l'or al Campionat del món femení per equips, puntuant 3/5 al cinquè tauler.